# Lista över fornlämningar i Gotlands kommun (Rute)
Lista över fornlämningar i Gotlands kommun (Rute) är en förteckning av ett urval av de fornlämningar som finns i Rute i Gotlands kommun.
| Namn       | Lämningstyp                      | Tillkomsttid | Historisk indelning | Plats | Läge                 | ID-nr          | Bild                                      |
| ---------- | -------------------------------- | ------------ | ------------------- | ----- | -------------------- | -------------- | ----------------------------------------- |
| Rute 1:1   | Gravfält                         |              | Rute, Gotland       |       | 57.787744, 18.934637 | 10096000010001 | Ladda upp en bild av detta fornminne      |
| Rute 2:1   | Röse                             |              | Rute, Gotland       |       | 57.789724, 18.933653 | 10096000020001 | Ladda upp en bild av detta fornminne      |
| Rute 3:1   | Röse                             |              | Rute, Gotland       |       | 57.796164, 18.932070 | 10096000030001 | Ladda upp en bild av detta fornminne      |
| Rute 3:2   | Röse                             |              | Rute, Gotland       |       | 57.796097, 18.932368 | 10096000030002 | Ladda upp en bild av detta fornminne      |
| Rute 5:1   | Röse                             |              | Rute, Gotland       |       | 57.800483, 18.928304 | 10096000050001 | Ladda upp en bild av detta fornminne      |
| Rute 6:1   | Hällristning                     |              | Rute, Gotland       |       | 57.798646, 18.926506 | 11100000001441 | Ladda upp en bild av detta fornminne      |
| Rute 7:1   | Hällristning                     |              | Rute, Gotland       |       | 57.798204, 18.918334 | 11100000001442 | Ladda upp en bild av detta fornminne      |
| Rute 7:2   | Hällristning                     |              | Rute, Gotland       |       | 57.797963, 18.918602 | 11100000001443 | Ladda upp en bild av detta fornminne      |
| Rute 7:3   | Hällristning                     |              | Rute, Gotland       |       | 57.797805, 18.918460 | 11100000001444 | Ladda upp en bild av detta fornminne      |
| Rute 7:4   | Hällristning                     |              | Rute, Gotland       |       | 57.797688, 18.918752 | 11100000001445 | Ladda upp en bild av detta fornminne      |
| Rute 9:1   | Gravfält                         |              | Rute, Gotland       |       | 57.812110, 18.923810 | 10096000090001 | Ladda upp en bild av detta fornminne      |
| Rute 10:1  | Gravfält                         |              | Rute, Gotland       |       | 57.807775, 18.928813 | 10096000100001 | Ladda upp en bild av detta fornminne      |
| Rute 11:1  | Fornborg                         |              | Rute, Gotland       |       | 57.821544, 18.899077 | 10096000110001 | Ladda upp en bild av detta fornminne      |
| Rute 12:1  | Röse                             |              | Rute, Gotland       |       | 57.806372, 18.897966 | 10096000120001 | Ladda upp en bild av detta fornminne      |
| Rute 13:1  | Husgrund, förhistorisk/medeltida |              | Rute, Gotland       |       | 57.810364, 18.899546 | 10096000130001 | Ladda upp en bild av detta fornminne      |
| Rute 14:1  | Husgrund, förhistorisk/medeltida |              | Rute, Gotland       |       | 57.810309, 18.900746 | 10096000140001 | Ladda upp en bild av detta fornminne      |
| Rute 15:1  | Minnesmärke                      |              | Rute, Gotland       |       | 57.835183, 18.926727 | 10096000150001 | Ladda upp en till bild av detta fornminne |
| Rute 17:1  | Gravfält                         |              | Rute, Gotland       |       | 57.829203, 18.917672 | 10096000170001 | Ladda upp en bild av detta fornminne      |
| Rute 17:2  | Stensättning                     |              | Rute, Gotland       |       | 57.828502, 18.917276 | 10096000170002 | Ladda upp en bild av detta fornminne      |
| Rute 20:1  | Hällristning                     |              | Rute, Gotland       |       | 57.792439, 18.954270 | 11100000001054 | Ladda upp en bild av detta fornminne      |
| Rute 21:1  | Stenkrets                        |              | Rute, Gotland       |       | 57.791227, 18.960144 | 10096000210001 | Ladda upp en bild av detta fornminne      |
| Rute 21:2  | Stensättning                     |              | Rute, Gotland       |       | 57.791173, 18.960134 | 10096000210002 | Ladda upp en bild av detta fornminne      |
| Rute 21:3  | Grav markerad av sten/block      |              | Rute, Gotland       |       | 57.791120, 18.960230 | 10096000210003 | Ladda upp en bild av detta fornminne      |
| Rute 23:1  | Bildristning                     |              | Rute, Gotland       |       | 57.798049, 18.947770 | 10096000230001 | Ladda upp en till bild av detta fornminne |
| Rute 24:1  | Stensättning                     |              | Rute, Gotland       |       | 57.796995, 18.962496 | 10096000240001 | Ladda upp en bild av detta fornminne      |
| Rute 25:1  | Gravfält                         |              | Rute, Gotland       |       | 57.797330, 18.963290 | 10096000250001 | Ladda upp en bild av detta fornminne      |
| Rute 26:1  | Gravfält                         |              | Rute, Gotland       |       | 57.798061, 18.964463 | 10096000260001 | Ladda upp en bild av detta fornminne      |
| Rute 26:2  | Husgrund, förhistorisk/medeltida |              | Rute, Gotland       |       | 57.797345, 18.964729 | 11000000002407 | Ladda upp en bild av detta fornminne      |
| Rute 27:1  | Stensättning                     |              | Rute, Gotland       |       | 57.799177, 18.963872 | 10096000270001 | Ladda upp en bild av detta fornminne      |
| Rute 28:1  | Husgrund, förhistorisk/medeltida |              | Rute, Gotland       |       | 57.798756, 18.965300 | 10096000280001 | Ladda upp en bild av detta fornminne      |
| Rute 28:2  | Stensättning                     |              | Rute, Gotland       |       | 57.798580, 18.965292 | 10096000280002 | Ladda upp en bild av detta fornminne      |
| Rute 29:1  | Röse                             |              | Rute, Gotland       |       | 57.798831, 18.967589 | 10096000290001 | Ladda upp en bild av detta fornminne      |
| Rute 29:2  | Röse                             |              | Rute, Gotland       |       | 57.798934, 18.967287 | 10096000290002 | Ladda upp en bild av detta fornminne      |
| Rute 30:1  | Stenkammargrav                   |              | Rute, Gotland       |       | 57.799655, 18.970324 | 10096000300001 | Ladda upp en bild av detta fornminne      |
| Rute 31:1  | Stensättning                     |              | Rute, Gotland       |       | 57.772150, 19.008302 | 10096000310001 | Ladda upp en bild av detta fornminne      |
| Rute 32:1  | Röse                             |              | Rute, Gotland       |       | 57.766991, 19.033365 | 10096000320001 | Ladda upp en bild av detta fornminne      |
| Rute 33:1  | Stensättning                     |              | Rute, Gotland       |       | 57.755072, 19.015738 | 10096000330001 | Ladda upp en bild av detta fornminne      |
| Rute 34:1  | Husgrund, förhistorisk/medeltida |              | Rute, Gotland       |       | 57.831337, 18.969122 | 10096000340001 | Ladda upp en bild av detta fornminne      |
| Rute 34:2  | Husgrund, förhistorisk/medeltida |              | Rute, Gotland       |       | 57.831072, 18.968915 | 10096000340002 | Ladda upp en bild av detta fornminne      |
| Rute 34:3  | Husgrund, förhistorisk/medeltida |              | Rute, Gotland       |       | 57.831260, 18.968569 | 10096000340003 | Ladda upp en bild av detta fornminne      |
| Rute 34:4  | Hällristning                     |              | Rute, Gotland       |       | 57.830714, 18.969176 | 11100000001055 | Ladda upp en bild av detta fornminne      |
| Rute 38:1  | Husgrund, förhistorisk/medeltida |              | Rute, Gotland       |       | 57.832823, 18.966158 | 10096000380001 | Ladda upp en bild av detta fornminne      |
| Rute 38:2  | Husgrund, förhistorisk/medeltida |              | Rute, Gotland       |       | 57.832621, 18.966502 | 10096000380002 | Ladda upp en bild av detta fornminne      |
| Rute 40:1  | Husgrund, förhistorisk/medeltida |              | Rute, Gotland       |       | 57.833260, 18.964947 | 10096000400001 | Ladda upp en bild av detta fornminne      |
| Rute 40:2  | Husgrund, förhistorisk/medeltida |              | Rute, Gotland       |       | 57.833264, 18.964507 | 10096000400002 | Ladda upp en bild av detta fornminne      |
| Rute 43:1  | Husgrund, förhistorisk/medeltida |              | Rute, Gotland       |       | 57.828074, 18.983660 | 10096000430001 | Ladda upp en bild av detta fornminne      |
| Rute 44:1  | Stenkrets                        |              | Rute, Gotland       |       | 57.828906, 18.990908 | 10096000440001 | Ladda upp en bild av detta fornminne      |
| Rute 45:1  | Röse                             |              | Rute, Gotland       |       | 57.827858, 18.992774 | 10096000450001 | Ladda upp en bild av detta fornminne      |
| Rute 47:1  | Röse                             |              | Rute, Gotland       |       | 57.820890, 18.976688 | 10096000470001 | Ladda upp en bild av detta fornminne      |
| Rute 48:1  | Stensättning                     |              | Rute, Gotland       |       | 57.826263, 18.992238 | 10096000480001 | Ladda upp en bild av detta fornminne      |
| Rute 49:1  | Röse                             |              | Rute, Gotland       |       | 57.825960, 18.996677 | 10096000490001 | Ladda upp en bild av detta fornminne      |
| Rute 49:3  | Stensättning                     |              | Rute, Gotland       |       | 57.825888, 18.996501 | 10096000490003 | Ladda upp en bild av detta fornminne      |
| Rute 50:1  | Röse                             |              | Rute, Gotland       |       | 57.808471, 18.940015 | 10096000500001 | Ladda upp en bild av detta fornminne      |
| Rute 51:1  | Stensättning                     |              | Rute, Gotland       |       | 57.808359, 18.942599 | 10096000510001 | Ladda upp en bild av detta fornminne      |
| Rute 51:3  | Stensättning                     |              | Rute, Gotland       |       | 57.808251, 18.942365 | 10096000510003 | Ladda upp en bild av detta fornminne      |
| Rute 52:1  | Stensättning                     |              | Rute, Gotland       |       | 57.808114, 18.948745 | 10096000520001 | Ladda upp en bild av detta fornminne      |
| Rute 53:1  | Stenkrets                        |              | Rute, Gotland       |       | 57.809278, 18.948700 | 10096000530001 | Ladda upp en bild av detta fornminne      |
| Rute 53:2  | Stenkrets                        |              | Rute, Gotland       |       | 57.809152, 18.948689 | 10096000530002 | Ladda upp en bild av detta fornminne      |
| Rute 53:3  | Stenkrets                        |              | Rute, Gotland       |       | 57.809041, 18.948706 | 10096000530003 | Ladda upp en bild av detta fornminne      |
| Rute 55:1  | Stensättning                     |              | Rute, Gotland       |       | 57.806673, 18.958683 | 10096000550001 | Ladda upp en bild av detta fornminne      |
| Rute 58:1  | Stensättning                     |              | Rute, Gotland       |       | 57.804681, 18.964520 | 10096000580001 | Ladda upp en bild av detta fornminne      |
| Rute 59:1  | Stensättning                     |              | Rute, Gotland       |       | 57.800235, 18.983121 | 10096000590001 | Ladda upp en bild av detta fornminne      |
| Rute 61:1  | Gravfält                         |              | Rute, Gotland       |       | 57.790452, 18.986736 | 10096000610001 | Ladda upp en bild av detta fornminne      |
| Rute 62:1  | Hällristning                     |              | Rute, Gotland       |       | 57.800689, 18.986995 | 11100000001056 | Ladda upp en bild av detta fornminne      |
| Rute 62:2  | Hällristning                     |              | Rute, Gotland       |       | 57.800532, 18.987435 | 11100000001057 | Ladda upp en bild av detta fornminne      |
| Rute 62:3  | Hällristning                     |              | Rute, Gotland       |       | 57.800398, 18.987596 | 11100000001058 | Ladda upp en bild av detta fornminne      |
| Rute 62:4  | Hällristning                     |              | Rute, Gotland       |       | 57.800296, 18.987491 | 11100000001059 | Ladda upp en bild av detta fornminne      |
| Rute 62:5  | Hällristning                     |              | Rute, Gotland       |       | 57.800769, 18.986710 | 11100000001060 | Ladda upp en bild av detta fornminne      |
| Rute 62:6  | Hällristning                     |              | Rute, Gotland       |       | 57.800479, 18.987343 | 11100000001061 | Ladda upp en bild av detta fornminne      |
| Rute 62:7  | Hällristning                     |              | Rute, Gotland       |       | 57.800464, 18.987452 | 11100000001062 | Ladda upp en bild av detta fornminne      |
| Rute 63:1  | Gravfält                         |              | Rute, Gotland       |       | 57.848618, 18.984980 | 10096000630001 | Ladda upp en bild av detta fornminne      |
| Rute 64:1  | Hällristning                     |              | Rute, Gotland       |       | 57.848309, 18.984553 | 11100000001063 | Ladda upp en bild av detta fornminne      |
| Rute 64:2  | Hällristning                     |              | Rute, Gotland       |       | 57.848233, 18.984412 | 11100000001064 | Ladda upp en bild av detta fornminne      |
| Rute 69:1  | Stensättning                     |              | Rute, Gotland       |       | 57.821103, 18.885248 | 10096000690001 | Ladda upp en bild av detta fornminne      |
| Rute 69:2  | Stensättning                     |              | Rute, Gotland       |       | 57.821024, 18.885113 | 10096000690002 | Ladda upp en bild av detta fornminne      |
| Rute 73:1  | Stenkrets                        |              | Rute, Gotland       |       | 57.804754, 18.908293 | 10096000730001 | Ladda upp en bild av detta fornminne      |
| Rute 74:1  | Stensättning                     |              | Rute, Gotland       |       | 57.813133, 18.925187 | 10096000740001 | Ladda upp en bild av detta fornminne      |
| Rute 75:1  | Stensättning                     |              | Rute, Gotland       |       | 57.811980, 18.928184 | 10096000750001 | Ladda upp en bild av detta fornminne      |
| Rute 76:1  | Stensättning                     |              | Rute, Gotland       |       | 57.813341, 18.929424 | 10096000760001 | Ladda upp en bild av detta fornminne      |
| Rute 78:1  | Stensättning                     |              | Rute, Gotland       |       | 57.809219, 18.924792 | 10096000780001 | Ladda upp en bild av detta fornminne      |
| Rute 80:1  | Stensättning                     |              | Rute, Gotland       |       | 57.808241, 18.924264 | 10096000800001 | Ladda upp en bild av detta fornminne      |
| Rute 82:1  | Röse                             |              | Rute, Gotland       |       | 57.791256, 18.933162 | 10096000820001 | Ladda upp en bild av detta fornminne      |
| Rute 87:1  | Gravfält                         |              | Rute, Gotland       |       | 57.796335, 18.945569 | 10096000870001 | Ladda upp en bild av detta fornminne      |
| Rute 88:1  | Stensättning                     |              | Rute, Gotland       |       | 57.795901, 18.939617 | 10096000880001 | Ladda upp en bild av detta fornminne      |
| Rute 88:3  | Stensättning                     |              | Rute, Gotland       |       | 57.795883, 18.939898 | 10096000880003 | Ladda upp en bild av detta fornminne      |
| Rute 89:1  | Stenkrets                        |              | Rute, Gotland       |       | 57.794854, 18.941669 | 10096000890001 | Ladda upp en bild av detta fornminne      |
| Rute 89:2  | Stensättning                     |              | Rute, Gotland       |       | 57.794749, 18.941442 | 10096000890002 | Ladda upp en bild av detta fornminne      |
| Rute 89:3  | Stensättning                     |              | Rute, Gotland       |       | 57.794652, 18.941313 | 10096000890003 | Ladda upp en bild av detta fornminne      |
| Rute 89:4  | Stensättning                     |              | Rute, Gotland       |       | 57.794606, 18.941183 | 10096000890004 | Ladda upp en bild av detta fornminne      |
| Rute 90:1  | Gravfält                         |              | Rute, Gotland       |       | 57.801833, 18.929021 | 10096000900001 | Ladda upp en bild av detta fornminne      |
| Rute 92:1  | Husgrund, förhistorisk/medeltida |              | Rute, Gotland       |       | 57.799256, 18.952068 | 10096000920001 | Ladda upp en bild av detta fornminne      |
| Rute 93:2  | Hällristning                     |              | Rute, Gotland       |       | 57.799110, 18.950134 | 11100000001139 | Ladda upp en bild av detta fornminne      |
| Rute 95:1  | Röse                             |              | Rute, Gotland       |       | 57.804819, 18.904817 | 10096000950001 | Ladda upp en bild av detta fornminne      |
| Rute 97:1  | Stensättning                     |              | Rute, Gotland       |       | 57.795107, 18.940968 | 10096000970001 | Ladda upp en bild av detta fornminne      |
| Rute 97:2  | Stensättning                     |              | Rute, Gotland       |       | 57.795077, 18.940690 | 10096000970002 | Ladda upp en bild av detta fornminne      |
| Rute 100:1 | Stensättning                     |              | Rute, Gotland       |       | 57.801888, 18.965351 | 10096001000001 | Ladda upp en bild av detta fornminne      |
| Rute 107:1 | Röse                             |              | Rute, Gotland       |       | 57.836549, 18.912036 | 10096001070001 | Ladda upp en bild av detta fornminne      |
| Rute 108:1 | Gravfält                         |              | Rute, Gotland       |       | 57.836413, 18.915936 | 10096001080001 | Ladda upp en bild av detta fornminne      |
| Rute 125:1 | Stensättning                     |              | Rute, Gotland       |       | 57.789524, 18.973423 | 10096001250001 | Ladda upp en bild av detta fornminne      |
| Rute 133:1 | Stensättning                     |              | Rute, Gotland       |       | 57.815032, 18.995973 | 10096001330001 | Ladda upp en bild av detta fornminne      |
| Rute 133:2 | Stensättning                     |              | Rute, Gotland       |       | 57.815229, 18.996040 | 10096001330002 | Ladda upp en bild av detta fornminne      |
| Rute 135:1 | Gravfält                         |              | Rute, Gotland       |       | 57.800641, 18.929542 | 10096001350001 | Ladda upp en bild av detta fornminne      |
| Rute 139:1 | Fiskeläge                        |              | Rute, Gotland       |       | 57.815130, 19.010026 | 10096001390001 | Ladda upp en till bild av detta fornminne |
| Rute 141:1 | Stensättning                     |              | Rute, Gotland       |       | 57.818287, 18.990690 | 10096001410001 | Ladda upp en bild av detta fornminne      |
| Rute 141:2 | Stensättning                     |              | Rute, Gotland       |       | 57.818096, 18.991017 | 10096001410002 | Ladda upp en bild av detta fornminne      |
| Rute 142:1 | Stensättning                     |              | Rute, Gotland       |       | 57.817400, 18.991239 | 10096001420001 | Ladda upp en bild av detta fornminne      |
| Rute 144:1 | Hällristning                     |              | Rute, Gotland       |       | 57.826844, 18.974824 | 11100000001140 | Ladda upp en bild av detta fornminne      |
| Rute 145:1 | Stenkrets                        |              | Rute, Gotland       |       | 57.814854, 18.986633 | 10096001450001 | Ladda upp en bild av detta fornminne      |
| Rute 146:1 | Röse                             |              | Rute, Gotland       |       | 57.813472, 18.988637 | 10096001460001 | Ladda upp en bild av detta fornminne      |
| Rute 146:2 | Röse                             |              | Rute, Gotland       |       | 57.813558, 18.988478 | 10096001460002 | Ladda upp en bild av detta fornminne      |
| Rute 158:1 | Stensättning                     |              | Rute, Gotland       |       | 57.814143, 18.911519 | 10096001580001 | Ladda upp en bild av detta fornminne      |
| Rute 164:1 | Hällristning                     |              | Rute, Gotland       |       | 57.796279, 18.921149 | 11100000001141 | Ladda upp en bild av detta fornminne      |
| Rute 164:2 | Hällristning                     |              | Rute, Gotland       |       | 57.796354, 18.921108 | 11100000001142 | Ladda upp en bild av detta fornminne      |
| Rute 166:1 | Stensättning                     |              | Rute, Gotland       |       | 57.791171, 18.969775 | 10096001660001 | Ladda upp en bild av detta fornminne      |
| Rute 168:1 | Husgrund, förhistorisk/medeltida |              | Rute, Gotland       |       | 57.809092, 18.899315 | 10096001680001 | Ladda upp en bild av detta fornminne      |
| Rute 169:1 | Husgrund, förhistorisk/medeltida |              | Rute, Gotland       |       | 57.839520, 18.967398 | 10096001690001 | Ladda upp en bild av detta fornminne      |
| Rute 173   | Stensättning                     |              | Rute, Gotland       |       | 57.832632, 18.981276 | 12000000001376 | Ladda upp en bild av detta fornminne      |
| Rute 187   | Stensättning                     |              | Rute, Gotland       |       | 57.825597, 18.939859 | 12000000021430 | Ladda upp en bild av detta fornminne      |